# Абдулхаким Арваси
Абдулхаким Арваси (на турски: Abdülhakim Arvasi) е турски учен, преподавател и писател на произведения по теория на исляма.

## Биография
Абдулхаким Арваси е роден през 1860 г. (в някои документи датира също и 1865 г.) в територия на бившата Османсакта империя, Башкале, област Ван. Живял е в последните години на Османската империя и началните години на ново-устроената турска република. Син е на Мустафа ефенди. Той е един от най-големите ислямски учени, 35-ият подред от „Златната верига“ ислямски учени „Силсиле-и алиййе“. Достигнал е до званието Мюшрид-и кямил (титла за висш учен в тасаввуф (духовните) знания) и е Сеййид (родственик на Мухаммед „алейхиселям“) от рода на имам Али Риза бин Муса Кязим „рахиме-хуллаху теаля“. Всичките му деди, до един, по веригата опиращи се до хазрети Али „радияллаху анх“ са били религиозни учени (алими) и велии (святи хора). Владеел е арабски, персийски и кюрдски език.

### Ранни години
От малка възраст започва да посещава уроците на своя учител и едновременно чичо, известният в целия ислямски свят по онова време, 34-тият подред от „Златната верига“ ислямски учени „Силсиле-и алиййе“ ес-Сеййид Феим Арваси. Той вижда в малкия Абдулхаким голям талант и необикновени умствени способности. Обучва го на най-висшите науки на исляма, след което го удостоява, като свой наследник. Обучението му при него продължава до самата смърт на неговия учител.

### Приноси за исляма
Оставил е множество ценни произведения. Обучил е множество ученици, най-известни сред които са Хюсейн Хълми Ъшък и известния писател Неджиб Късакюрек

### Житейски път
През втората световна война, поради извършените от страна на арменските бунтовници въстания и кланета в гр. Ван, остава принуден да се изсели заедно със своите семейство и роднини. След много тежко и мъчително пътуване (в което много от роднините му умират поради тежките условия) с течение на обстоятелствата той и семейството му пристигат в Истанбул. Там получава назначение, като професор на „факултета по тасаввуф“ във Висшия ислямски институт „Сюлеймание“. По-късно получава назначения във всеразлични джамии. В проповедите си е разяснявал същността на вярата в продължение на 30 години. Малко преди края на своя живот, сеййид Абдулхаким ефенди „рахметуллахи алейх“, който е специалист в знанията и по четирите праведни групи (Ханефи, Малики, Шафи и Ханбели), е казал следното:
„През последните 30 години се опитвах да разясня единствено, за имана (вярата) записан в книгите на ехл-и суннетските учени, т.е. опитах се да предам ехл-и суннетското вероубеждение и красивата нравственост на ислямската религия. Ехл-и суннетските учени са взели тези знания от Есхаб-и кирам, а те са ги научили от Ресулюллах....“
Поради проповедите (ваазовете) си в джамиите Еййуб Султан, Фатих, Баязид и Бейоглу Ага в Истанбул, Абдулхаким ефенди става жертва на долни клевети от страна на продажни „религиозни“ (!) личности и зъндъци (врагове на религията) по онова време, служещи на злонамерени хора целящи премахване на ислямските знания и разпространяване на невежието сред мюсюлманите. Поради яростните нападки на тези хора и посредством водената анти-ислямската политика на тогаващното правителство, през септември 1943 г. той е задържан и е заточен от Истанбул в гр. Измир. Отсяда за определено време в хотел „Месеррет“, след което започва да пребивава в една къща използвана, като полицейски арест. На няколко пъти близките му са подавали молби за преместването му в гр. Бурса или Истанбул, но на всяка от тях са получавали отказ. Най-накрая със съдийско решение е позволено да бъде преместен в столицата Анкара. Там отсяда при сина на своя брат Сеййид Фарук Ъшък.

### Смърт
Поради боледуването си, след прекарани 18 дни на легло в къщата на Фарук бей в Анкара, Абдулхаким ефенди умира на 27 ноември 1943 г.

Малко преди да да настъпи сетният му миг, се е той се е надигнал и е отправил следната молитва: 
„Я, Рабби! Не притежавам и едно поклонение достойно за Теб. Но аз обичах Твоите приятели и проявявах вражда към Твоите врагове. Опрости ме поради тези мои, обич и вражда!“... След което е добавил: 
“...Виждам Арш-и аля (небесата), колко са красиви, колко са красиви...”, с което предал своята душа. 